# Ošelín
Ošelín – wieś i gmina w Czechach, w powiecie Tachov, w kraju pilzneńskim. Według danych z dnia 1 stycznia 2013 liczyła 158 mieszkańców.
W miejscowości jest stacja kolejowa Ošelín.